# L'anima innamorata
L'anima innamorata è un libro in prosa della scrittrice italiana Alda Merini.
Dedicato "Alla cara memoria di Padre David Maria Turoldo, poeta e amico", il libro è composto da pensieri, riflessioni, aforismi, dove, come scritto nella recensione impressa sulla sovraccopertina, "La follia sapiente della parola del poeta, la sua ferita e redenzione, si alternano con ritmi terrestri e cosmici in queste pagine incalzanti, che arrivano a sconcertare ed emozionare il lettore con la semplicità rituale, mistica, dei gesti di tutti i giorni."

## Edizioni
- L'anima innamorata, Frassinelli, Milano 2000; con disegni di Alberto Casiraghi, 2007. I Libri di Arnoldo Mosca Mondadori.